# Türnitzer Alpen

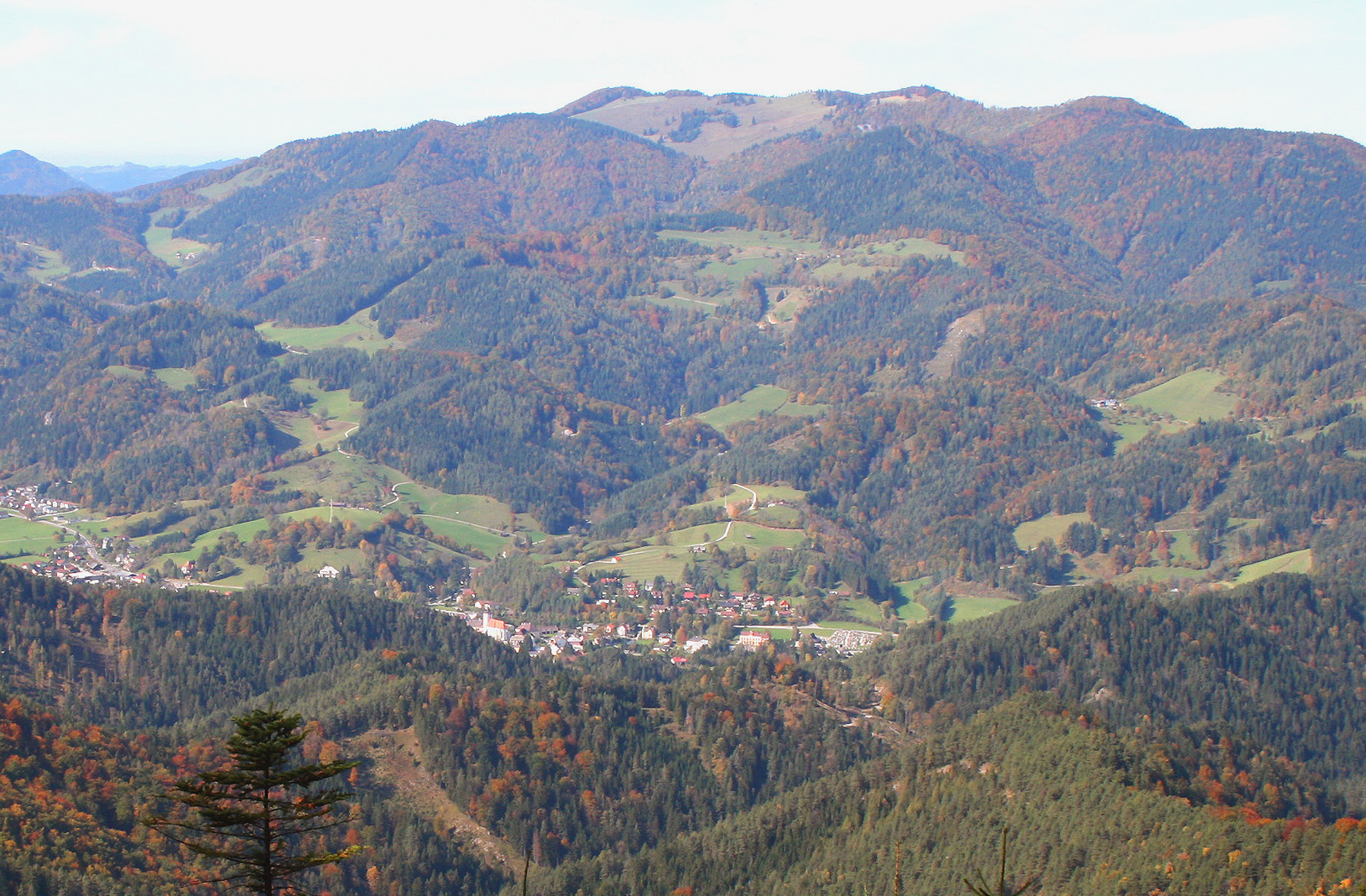
Eisenstein nad miasteczkiem Türnitz

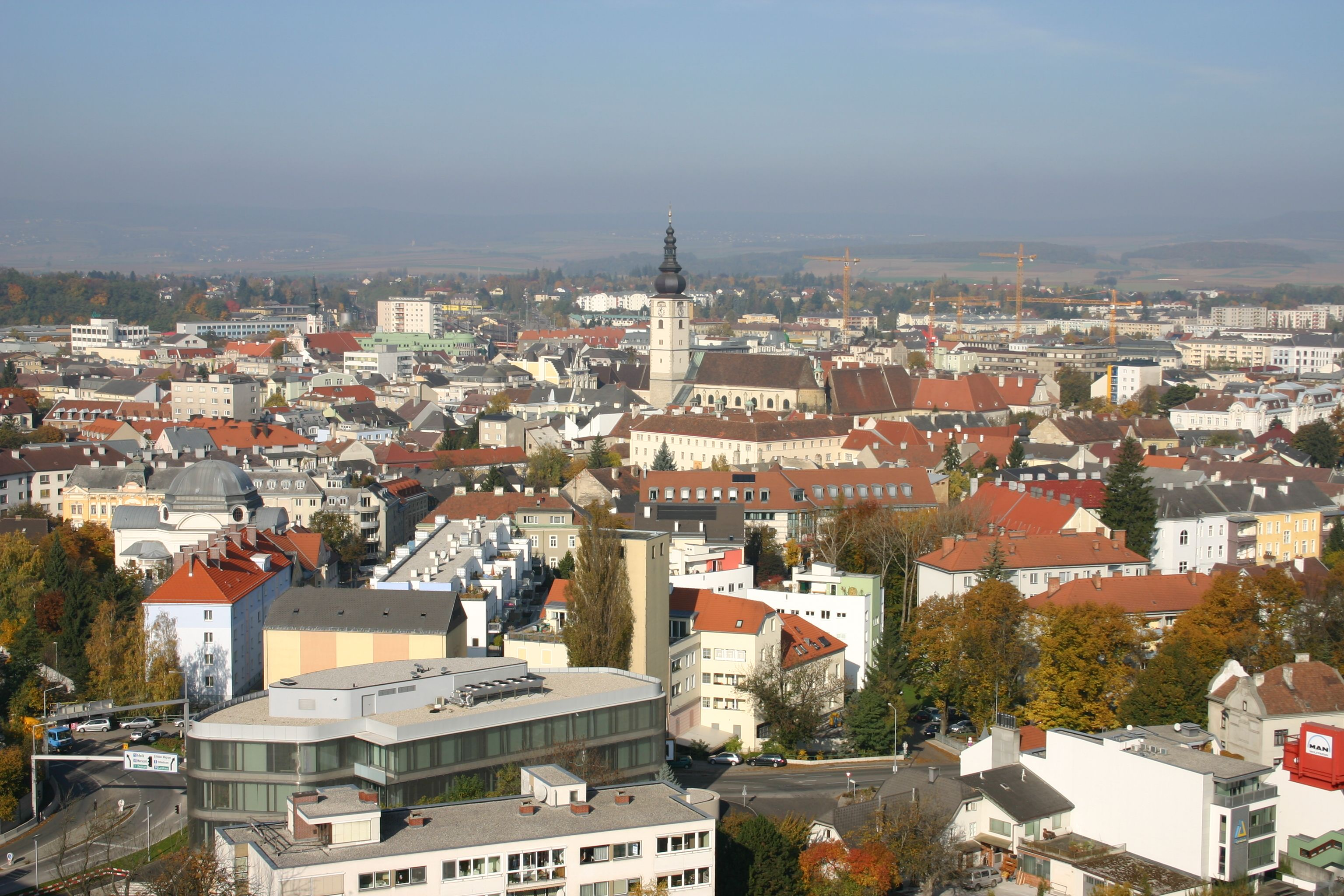
St. Pölten w tle Alpy Türnitzkie

Türnitzer Alpen – pasmo górskie w Północnych Alp Wapiennych. Leży w Austrii, w kraju związkowym Dolna Austria. Najwyższym szczytem jest Großer Sulzberg, który osiąga 1400 m. Głównym miastem regionu jest St. Pölten.
Pasmo graniczy z: Lasem Wiedeńskim na północnym wschodzie, Gutensteiner Alpen na wschodzie, Mürzsteger Alpen na południu oraz z Ybbstaler Alpen na zachodzie.
Najwyższe szczyty:
- Großer Sulzberg (1400 m n.p.m.),
- Tirolerkogel (1377 m),
- Türnitzer Höger (1372 m),
- Bürgeralpe (1266 m),
- Traisenberg (1230 m),
- Hohenstein (1195 m),
- Eisenstein 1185 m),
- Eibl (1002 m).